# Trending Topic (pel·lícula del 2023)
Trending Topic (xinès simplificat: 热搜, pinyin: Rè sōu) és una pel·lícula xinesa del 2023 de drama criminal, dirigida per Capa Xin, i protagonitzada per Zhou Dongyu, Song Yang, Yuan Hong i Wang Hao. Es va estrenar als cinemes de la Xina el 30 de novembre de 2023.

## Trama
Chen Miao (Zhou Dongyu), una editora de mitjans en línia, publica un vídeo no verificat que mostra una col·legiala sent espentada per les escales per una companya. El vídeo es fa viral i la segona col·legial està sent vilipendiada pels internautes. Incapaç d'enfrontar-se a la societat, la segona col·legial salta d'un edifici. Més tard, Chen descobreix que l'escolar suïcidada s'havia posat en contacte amb ella anteriorment per demanar-li ajuda, vinculant el vídeo amb un cas d'agressió sexual. L'inversor de Chen, He Yan (Song Yang) i el cap, Yue Peng (Yuan Hong), s'impliquen amb el cas.

## Producció

### Desenvolupament
Xie Yukun va rebre un guió centrat en un editor de mitjans en línia durant la primera meitat del 2021. A més, també volia dirigir una pel·lícula sobre els discursos en línia. Aleshores, Xie ajustaria el guió per produir la història de la pel·lícula.
El rodatge es va completar a l'abril de 2022.
La pel·lícula es va estrenar per primera vegada a la Xina el 30 de novembre de 2023. Posteriorment va ser llançat a Malàisia i Singapur el 7 de desembre de 2023.

## Recepció
La pel·lícula va recaptar CN¥55.000.000 en la setmana posterior a l'estrena. La pel·lícula va ser ben rebuda a la Xina pels crítics de cinema que van assistir a les projeccions prèvies, elogiant la pel·lícula per ser "a prop de la realitat", "demostrar el poder d'Internet" i fer "una crida a la racionalitat". No obstant això, les crítiques de Singapur van indicar que el públic, que està més exposat a les pel·lícules de Hollywood on es tracten temes de periodistes que exposen encobriments, no estaria tant impressionat amb la pel·lícula. The Straits Times va opinar que la pel·lícula tenia una agenda confusa.